# -gem
In de toponymie betekent -gem zoveel als 'huis van'. Deze afleiding dateert vanuit de Germaanse periode (5de - 10de eeuw) en komt vrijwel uitsluitend in België voor.
Woorden die eindigen op '-chem' en dus geen harde maar zachte 'g' hebben, zijn een twijfelgeval. Zo zou 'Berchem' van zowel 'Ber-gem' als 'Berg-hem' kunnen afstammen. 
Zie ook het achtervoegsel -hem.
Het eerste deel van plaatsnamen die eindigen op -gem verwijst meestal naar de naam van een persoon of stam / familie.

## Plaatsnamen met dit toponiem
- Aaigem
- Adegem
- Affligem
- Alveringem
- Anzegem
- Avelgem
- Baardegem
- Balegem
- Bavegem
- Beerlegem
- Beigem
- Bekegem
- Bellegem
- Bevegem
- Bissegem
- Brussegem
- Dentergem
- Desselgem
- Diegem
- Edegem
- Eernegem
- Egem (Oost-Vlaanderen)
- Egem (West-Vlaanderen)
- Elsegem
- Emelgem
- Eppegem
- Erembodegem
- Erondegem
- Erwetegem
- Ettelgem
- Evergem
- Gijzegem
- Gijzelbrechtegem
- Godveerdegem
- Gullegem
- Hekelgem
- Heldergem
- Hemelveerdegem
- Hermelgem
- Hillegem
- Huissegem
- Hundelgem
- Ichtegem
- Iddergem
- Idegem
- Ingooigem
- Itegem
- Izegem
- Kanegem
- Kobbegem
- Kolegem
- Kooigem
- Kiezegem
- Landegem
- Ledegem
- Leeuwergem
- Leupegem
- Lovendegem
- Maldegem
- Meigem
- Meilegem
- Meuzegem
- Moregem
- Neigem
- Nossegem
- Oelegem
- Oeselgem
- Okegem
- Ooigem
- Oordegem
- Opaaigem
- Otegem
- Ottergem
- Oudegem
- Oudergem
- Ouwegem
- Pajottegem
- Papegem
- Peizegem
- Petegem-aan-de-Leie
- Petegem-aan-de-Schelde
- Ressegem
- Rollegem
- Rollegem-Kapelle
- Rooigem
- Sint-Pieters-Aaigem
- Smeerebbe-Vloerzegem
- Snellegem
- Stasegem
- Tiegem
- Veldegem
- Vlissegem
- Volkegem
- Wannegem-Lede
- Waregem
- Wevelgem
- Wijlegem
- Wijnegem
- Wippelgem
- Wommelgem
- Wondelgem
- Wontergem
- Wortegem
- Woubrechtegem
- Wulvergem
- Wulveringem
- Zedelgem
- Zerkegem
- Zevergem
- Zingem
- Zomergem
- Zonnegem
- Zottegem
- Zwevegem

## Wijknamen met dit toponiem
- Buizegem
- Eerdegem
- Ekkergem
- Heuvelgem
- Huttegem
- Impegem
- Morelgem
- Kolegem
- Krokegem
- Kronegem
- Krottegem
- Kuregem
- Ossegem
- Luipegem (Bornem)
- Doregem (Bornem)
- Walfergem